# Aim (demonio)

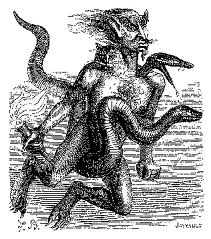
El demonio Aim
Collin de Plancy.Diccionario infernal.

En mitología, Aim es un fuerte Duque del infierno, una de las potencias infernales que se citan en el libro de magia titulado Grimorio y en el Ars Goetia.
Se le representa con un hermoso cuerpo de hombre pero con tres cabezas, la primera de serpiente, la segunda de un hombre con dos estrellas en la frente y la tercera de gato. Monta sobre una serpiente y lleva una antorcha con la que causa gran destrucción. Se cree que fue elegido para ser consejero de Lucifer.
Da ingeniosidad en todas las formas y contesta en forma verdadera todas las cosas secretas que se le preguntan. Rige sobre 26 legiones de espíritus inferiores.
Llamado también Aini y Halloryn.